# 硫酸钕
硫酸钕是一种无机化合物，化学式为Nd2(SO4)3。

## 制备
用硫酸溶解氧化钕，可以得到硫酸钕；金属钕、碳酸钕、氢氧化钕和硫酸的反应也能得到硫酸钕：
3 H2SO4 + Nd2O3 → Nd2(SO4)3 + 3 H2O
3 H2SO4 + 2 Nd(OH)3 → Nd2(SO4)3 + 6 H2O
3 H2SO4 + Nd2(CO3)3 → Nd2(SO4)3 + 3 H2O + 3 CO2↑
反应之后，溶液蒸发，即可得到硫酸钕的水合物晶体。
硫酸钕八水合物在40℃开始失重，85℃得到五水合物，145℃得到二水合物，290℃得到无水物。

## 化学性质
硫酸钕在890℃分解为碱式盐，在1020℃分解为氧化物：
Nd2(SO4)3 → Nd2O2SO4 + 2 SO2↑ + O2↑
Nd2O2SO4 → Nd2O3 + SO2↑ + 1/2 O2↑
也有文献说明分解为氧化物的温度为890℃、927℃、950℃。
用退火碳在高温还原硫酸钕可以得到Nd2O2S，而活性炭在更高温度可以得到Nd3S4与Nd2O2S的混合物。利用CS2和N2在高温下作用于Nd2(SO4)3，可以得到Nd2S3、Nd3S4等二元硫化物。